# Давранов, Абдурахман
Абдурахман Давранов — советский хозяйственный, государственный и политический деятель, Герой Социалистического Труда.

## Биография
Родился в 1909 году в Термезском районе. Член КПСС.
С 1924 года — на хозяйственной, общественной и политической работе. В 1924—1963 гг. — батрак, организатор сельскохозяйственного производства, партийный работник в Сурхандарьинском округе, первый секретарь Термезского райкома КП(б) Узбекистана, первый секретарь Джар-Курганского райкома Компартии Узбекистана Сурхан-Дарьинской области.
Указом Президиума Верховного Совета СССР от 11 января 1957 года за выдающиеся успехи, достигнутые в деле развития советского хлопководства, широкое применение достижений науки и передового опыта в возделывании хлопчатника и получение высоких и устойчивых урожаев хлопка-сырца присвоено звание Героя Социалистического Труда с вручением ордена Ленина и золотой медали «Серп и Молот».
Избирался депутатом Верховного Совета Узбекской ССР 4-го и 5-го созывов.
Умер после 1963 года.